# Sphenomorphus llanosi
Sphenomorphus llanosi är en ödleart som beskrevs av  Taylor 1919. Sphenomorphus llanosi ingår i släktet Sphenomorphus och familjen skinkar. IUCN kategoriserar arten globalt som nära hotad. Inga underarter finns listade i Catalogue of Life.